# San Ignacio de Loyola, Guanajuato
San Ignacio de Loyola är en ort i Mexiko.   Den ligger i kommunen Dolores Hidalgo och delstaten Guanajuato, i den centrala delen av landet, 260 km nordväst om huvudstaden Mexico City. San Ignacio de Loyola ligger 2 002 meter över havet och antalet invånare är 170.
Terrängen runt San Ignacio de Loyola är en högslätt. Runt San Ignacio de Loyola är det ganska tätbefolkat, med 54 invånare per kvadratkilometer. Närmaste större samhälle är Palma Prieta, 4,2 km nordost om San Ignacio de Loyola. Trakten runt San Ignacio de Loyola består till största delen av jordbruksmark.